# Biblioteka Akademii Zamojskiej
Biblioteka Akademii Zamojskiej – założona w 1594 roku przez Jana Zamoyskiego wraz z założeniem Akademii Zamojskiej w Zamościu, zamknięta wraz z Akademią w 1784. Jej zbiory weszły w skład powstałej w 1811 Biblioteki Ordynacji Zamojskiej w Warszawie.

## Historia Biblioteki
Fundamentem biblioteki były księgozbiory Jana Zamoyskiego oraz darowane księgozbiory ówczesnych profesorów Akademii. Z darczyńców warto wymienić m.in. Szymanowica, który w testamencie podarował ok. 1428 woluminów oraz rektora Kacpra Solciusa (jego księgozbiory zostały włączone w 1616 roku) oraz Kacpra Trądkowskiego (z 1620), Wojciecha Bodzęckiego (z 1622), Stanisława Rycciusa, ordynata Zamoyskiego (z 1630) i Piotra Oleśnickiego, sekretarza królewskiego (z 1633). Wszyscy oni zapisali w testamencie swoje księgozbiory a fakt ten został odnotowany w księgach rektorskich. Wielu darczyńców nie zostało odnotowanych ale informacje o nich przetrwały a wśród nich było wielu profesorów Akademii: Jan Ursinus, Melchior Stephanides, Adam Burski, Szymon Piechovius, Szymon Birkowski, Tomasz Drezner, Wojciech Nowopolski, Jakub Skwarski, Andrzej Kłopocki, Jan Sieprawski, Bazyli Rudomicz oraz inni bogaci ofiarodawcy, m.in. biskup kamieniecki i lwowski Andrzej Próchnicki. Jego zbiory były opatrzone superekslibrisem z herbem Wąż. W skład biblioteki weszły również zasoby Biblioteki Zygmunta Augusta (165 woluminów). Obok biblioteki powstała drukarnia, która zasilała zbiory drukarni.
Najstarszym zachowanym katalogiem jest ten z 1675 roku spisany przez profesora Andrzeja Krobskiego. W 1668 roku księgozbiór uległ reorganizacji i został ułożony według schematu scholastycznego. Wyodrębniono w nim wówczas dziewięć działów: Teologii, Prawa, Medycyny, Filozofii, Historii, Retoryki, Matematyki i Poetyki (wraz z Gramatyką). Ostatni dział zwany Działem ksiąg egzotycznych (Libri exotici) zawierał pozostałe księgi niepasujące do wyodrębnionych działów, np. słowniki. Trzeci spis zasobów i jej uporządkowanie dokonał rektor Akademii Bazyli Rudomicz, w latach 1669-1670.
Na początku XIX wieku biblioteka posiadała ok. 9000 woluminów w tym wiele rękopisów łacińskich i greckich, pisma prawnicze, teologiczne, księgi heretyckie oraz kroniki m.in. Kronika Galla Anonima.
W 1784 roku wraz z zamknięciem szkoły zamknięto również bibliotekę. Jej zbiory zostały przeniesione do powstałego Liceum Zamoyskiego. W 1811 roku kilka tysięcy woluminów zostało przekazanych do Biblioteki Ordynacji Zamojskiej w Warszawie a pozostałe książki do Biblioteki im. Łopacińskiego w Lublinie.

## Biblioteka Ordynacji Zamojskiej
Biblioteka Ordynacji Zamojskiej prócz zasobów Biblioteki Akademii Zamojskiej posiadała zbiór woluminów z prywatnej biblioteki rodowej Zamoyskich. Przed wybuchem II wojny światowej biblioteka liczyła ponad 120 tys. woluminów. Podczas wojny budynek w którym znajdowała się biblioteka dwukrotnie, w 1939 i 1944 roku, uległ pożarowi a wraz z nimi większość zbiorów. Ich część, w 1944 roku, ewakuowano do Görbitsch skąd w trzech transzach: w 1945, 1947 i 1958 wróciło do Polski i zostały włączone do zbiorów Biblioteki Narodowej i Archiwum Głównego Akt Dawnych.